# Casa pustie
„Casa pustie” (în engleză The Adventure of the Empty House) este una dintre cele 56 povestiri scurte cu Sherlock Holmes ale lui Sir Arthur Conan Doyle și prima povestire din volumul Întoarcerea lui Sherlock Holmes.
Povestirea a fost publicată în hebdomadarul american Collier's Weekly din 26 septembrie 1903 și în revista Strand Magazine din octombrie 1903, cu ilustrații de Sidney Paget, apoi în volumul Întoarcerea lui Sherlock Holmes (în engleză The Return of Sherlock Holmes) editat la 7 martie 1905 de George Newnes Ltd din Anglia. Doyle a clasificat "Casa pustie" pe locul VI din cele 12 povestiri favorite cu Sherlock Holmes.
În această povestire are loc reîntoarcerea lui Sherlock Holmes la Londra, după presupusa sa moarte în încleștarea cu profesorul Moriarty pe marginea Cascadelor Reichenbach (aventură povestită în „Ultima problemă” - scrisă în 1894). Această „reînviere” a detectivului se explică prin presiunea publică exercitată asupra lui Arthur Conan Doyle pentru ca acesta să scrie noi povestiri cu Sherlock Holmes. La presiunea publicului, Conan Doyle a scris romanul Câinele din Baskerville (1901–1902), a cărui acțiune se petrece înaintea celei din „Ultima problemă”. În „Casa pustie”, scriitorul dă o explicație detaliată a supraviețuirii lui Holmes în încleștarea sa cu profesorul Moriarty.

## Rezumat

### Misterul inițial

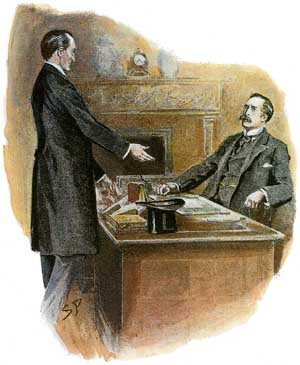
Holmes, revenit la Londra, în faţa lui Watson care a rămas surprins.

În seara zilei de 30 martie 1894, Ronald Adair, fiul contelui de Maynooth (înalt funcționar britanic în Australia), este găsit mort în locuința sa din Park Lane nr. 427. Impactul unui glonț exploziv în capul său duce la concluzia că omul a fost asasinat. Autoritățile nu reușesc să-și dea seama cum s-a petrecut crima: se pare că Ronald Adair nu avea niciun dușman. În plus, camera era închisă pe dinăuntru, fereastra era deschisă, dar se afla la înălțime față de sol și nu erau urme pe sol sau pe zid, nu lipsea nimic din încăpere.
Cu toate că fereastra fusese deschisă de un servitor înainte de crimă, pare improbabil ca ucigașul să-l fi ucis pe Ronald Adair din exterior, căci o împușcătură de revolver de la această distanță ar fi fost prea imprecisă. Watson, care vede că Scotland Yard-ul nu poate rezolva acest mister, regretă epoca în care Sherlock Holmes ar fi putut, grație științei deducției, să rezolve această crimă în câteva zile.
Pe masa din cameră au fost găsite câteva grămezi de bani și o hârtie cu unele socoteli. Ronald obișnuia să joace whist la diferite cluburi, dar niciodată pentru sume mari de bani. Cu ceva vreme în urmă, el câștigase 420 de lire, jucând în pereche cu colonelul Sebastian Moran.

### Întoarcerea lui Holmes
Intrigat, doctorul Watson se duce la locul crimei unde găsește o mulțime de curioși, printre care și un librar bătrân de care Watson se împiedică din neatenție. Revenit în cabinetul său de consultații, doctorul are surpriza de a primi vizita omului cocoșat pe care-l dăduse jos în Park Lane. Bătrânul librar îi propune lui Watson să-i cumpere cărțile, argumentând că etajera din spatele doctorului ar părea mai impresionantă dacă nu ar fi atât de goală. Watson se întoarce către etajeră și rămâne stupefiat când revine în poziția inițială, pentru că în fața sa era vechiul său prieten Sherlock Holmes pe care îl crezuse mort timp de trei ani în urma luptei cu profesorul Moriarty în Elveția. Sherlock Holmes a avut la dispoziție câteva secunde pentru a-și înlătura deghizarea într-un bătrân librar, gârbovit de ani. Aflat în stare de șoc, Watson leșină.

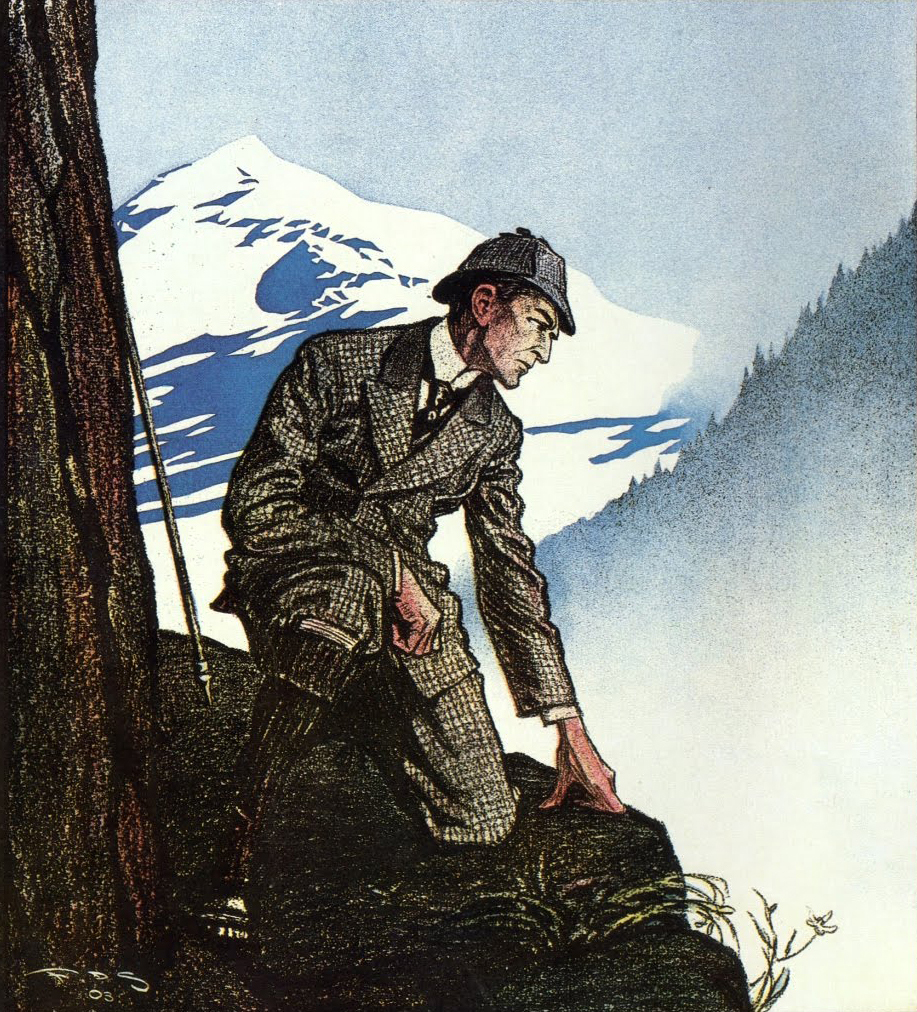
Holmes, pe marginea cascadelor Reichenbach, nu a căzut în prăpastie împreună cu Moriarty, după cum credea Watson.

Revenindu-și în fire, Watson îi pune mai multe întrebări lui Sherlock Holmes pentru a afla ce se întâmplase la lupta de pe marginea cascadelor Reichenbach și apoi în cursul celor trei ani scurși de la acel eveniment. Holmes îi explică doctorul că el nu a căzut în prăpastie împreună cu dușmanul său de moarte, împingându-l pe Moriarty grație cunoștințelor de baritsu, o tehnică japoneză de luptă (fictivă). Zărindu-l pe Moriarty zdrobindu-se de stânci, detectivul a decis să lase impresia că a murit și el pentru a se salva de acoliții profesorului, care l-ar fi urmărit și ar fi încercat să-l suprime. El a escaladat faleza până într-o grotă unde a rămas o perioadă, văzând sosirea poliției alertată de Watson. După plecarea poliției, pe vârful muntelui a apărut un acolit de-al lui Moriarty care a prăvălit o stâncă mare cu scopul de a-l ucide pe Holmes. Detectivul a fugit pe jos câțiva kilometri, în timpul nopții, reușind să scape de urmăritorul său.
Sosit la Florența, Holmes l-a anunțat doar pe fratele său Mycroft de faptul că a supraviețuit, a primit o sumă de bani de la acesta, apoi a călătorit timp de doi ani. El a mers mai întâi în Tibet, a intrat chiar și în Lhassa și s-a întâlnit cu „marele Dalai Lama”. Apoi, Holmes a călătorit incognito, dându-se drept exploratorul norvegian Sigerson. A ajuns în Persia, a intrat în Mecca și apoi a avut o scurtă întâlnire cu califul din Khartoum. În cele din urmă, Holmes a ajuns în Franța, unde a efectuat cercetări chimice asupra derivaților gudronului de huilă la Montpellier. În cele din urmă, Holmes a revenit la Londra după ce a auzit de misterul din Park Lane.

### Rezolvare

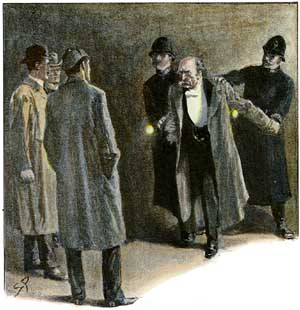
Arestarea colonelului Sebastian Moran.

Holmes a fost atras în particular de misterul din Park Lane căci a văzut în spatele acestei crime mâna expertă a colonelului Sebastian Moran, fosta mână dreaptă a lui Moriarty, cel care a încercat să-l asasineze pe detectiv prin prăvălirea de bolovani asupra lui la Cascadele Reichenbach. Moran era cunoscut de Holmes ca fiind un excelent vânător al armatei britanice din Indii. Detectivul știa că acesta folosea o armă deosebită: o pușcă pneumatică capabilă de trage cu gloanțe explozive de revolver cu o mare precizie.
Știind că Moran dorește cu orice preț să-l răzbune pe Moriarty, Holmes se așteaptă ca Moran să încerce să-l ucidă definitiv după revenirea sa la fosta sa locuință din 221B Baker Street. Pentru a-l atrage și păcăli pe Moran, Holmes a instalat în ziua întoarcerii sale un bust din ceară în locuința sa de pe strada Baker, asigurându-se că acesta este văzut de pe stradă prin fereastră de către spionii lui Moran. La căderea serii și după ce trecuse pe la Watson și-l atrăsese în această aventură, Holmes și cu credinciosul său prieten merg și se ascund într-o casă pustie de vizavi de fosta lor locuință de pe strada Baker. Ei văd bustul lui Holmes, fosta cameră a detectivului fiind iluminată de o lampă aprinsă. Astfel, cei de afară au impresia că Holmes este prezent în apartament. Holmes se așteaptă ca Moran să sosească în stradă cu pușca sa pentru a trage asupra siluetei ce se vede la fereastră. El îi alertează pe polițiștii de la Scotland Yard care veghează în civil casa lui Holmes pentru a-l suprinde pe periculosul criminal. Totuși, contrar planurilor detectivului, Moran are și el ideea de a veni în casa pustie de vizavi de casa de la nr. 221B pentru a trage fără să fie văzut. Holmes și Watson se ascund într-un colț umbrit al camerei pentru a nu fi zăriți de colonel. Moran trage cu pușca asupra siluetei lui Holmes, dar detectivul și Watson se aruncă imediat asupra lui pentru a-l imobiliza, iar Holmes îi cheamă pe polițiștii de la Scotland Yard cu un fluierat. Criminalul, prins în flagrant delict, este arestat de autorități pentru a fi judecat. Holmes își explică întreaga sa stratagemă lui Watson care nu cunoștea dedesubturile afacerii.
Motivul pentru care a fost ucis Ronald Adair este presupus de către Holmes a fi faptul că acesta și-a dat seama că Morgan trișa la jocul de cărți și l-ar fi amenințat pe colonel că-l va demasca.

## Personaje
- Sherlock Holmes
- doctorul Watson
- Sebastian Moran - colonel în armata britanică din India, fosta mână dreaptă a profesorului Moriarty
- Ronald Adair - fiul contelui de Maynooth, fost partener de cărți cu colonelul Moran
- Lestrade - inspector la Scotland Yard

## Comentarii
- În „Ultima problemă”, Watson relatează că a scris povestirea la doi ani de la moartea lui Holmes , când încă nu avea nicio veste de la el. Totuși, in "Casa pustie", Holmes menționează că povestirea lui Watson a fost publicată doar la câteva luni după evenimentele din Elveția.
- Harry Paget Flashman descrie evenimentele acestei povestiri, din postura de martor, în nuvela „Flashman and the Tiger” de George MacDonald Fraser.
- Clubul Tankerville, al cărui membru este colonelul Moran, a fost menționat și în povestirea „Cei cinci sâmburi de portocală” în care John Openshaw spune că Holmes l-a salvat pe maiorul Prendergast (membru al clubului) de la un scandal public.
- Arta marțială bartitsu a fost menționată în povestire, fiind scrisă greșit ca baritsu. Acesta este un anacronism clar.
- În romanul The Canary Trainer de Nicholas Meyer, Holmes călătorește din nou incognito ca Sigerson.

## Aluzii la alte anchete
La finalul povestirii, Holmes își ia din apartament dosarul său cu biografii, pentru a regăsi fișa lui Moran la litera M. Vederea altor fișe biografice îl face să evoce trei anchete inedite pe care le-a rezolvat: una în care răufăcătorul este un otrăvitor pe nume Morgan, o alta în care criminalul este o persoană pe nume Merridew și o ultimă în care este vorba de un anume Mathews cu care Holmes se bătuse, pierzându-și în luptă un canin stâng.
De altfel, Holmes revine asupra unui eveniment narat de Watson în „Ultima problemă”: într-adevăr, la începutul acestei povestiri, Holmes sosește brusc în cabinetul prietenului său și începe să închidă obloanele pentru a se proteja de o eventuală armă cu aer comprimat. Watson nu obține nicio explicație în acea povestire. În „Casa pustie”, Holmes dezvăluie faptul că momentul său de panică de acum trei ani se datora faptului că știa că Sebastian Moran posedă o astfel de armă ceea ce explică nevoia sa de a se baricada.

## Adaptări teatrale și cinematografice
Această povestire a servit ca sursă de inspirație pentru al nouălea film cu Sherlock Holmes (filmat în 1921) din seria de filme mute cu Eille Norwood.
Filmul The Sleeping Cardinal (1931) (cunoscut și sub titlul Sherlock Holmes' Fatal Hour) este inspirat din „Casa pustie” și „Ultima problemă”.
Elemente din „Casa pustie” au fost utilizate în seria de filme cu Sherlock Holmes din 1939-1946 cu Basil Rathbone și Nigel Bruce. În Sherlock Holmes and the Secret Weapon (1943), Holmes apare ca un pretins agent secret german deghizat ca librar în Elveția. The Woman in Green (1945) utilizează scena în care un pușcaș încearcă să-l ucidă pe Holmes de pe stradă și trage într-un bust de ceară, fiind prins de Holmes și Watson care-l pândeau. Colonelul Sebastian Moran apare ca răufăcător în Terror by Night (1946) ca ultimul din banda lui Moriarty.
În 1975, DC Comics a publicat Sherlock Holmes #1, o bandă desenată care adaptează „Casa pustie” și „Ultima problemă”. S-a încercat să se facă un serial de benzi desenate, dar aparițiile următoare au fost anulate ca urmare a vânzărilor slabe.
Povestirea a fost adaptată în 1980 într-un episod al miniserialului sovietic de televiziune Aventurile lui Sherlock Holmes și ale doctorului Watson cu Vasili Livanov. Episodul este foarte apropiat de textul original, cu unele diferențe minore: Adair este încă în viață la începutul episodului, Watson a încercat fără succes să-l protejeze după cum a fost instruit de Holmes, Watson a devenit primul suspect în uciderea lui Adair, Watson și doamna Hudson leșină atunci când presupusul decedat Holmes apare pe strada Baker, iar Holmes și Moriarty sunt considerați maeștri în baritsu, cu o dramatică luptă între cei doi.
Povestirea „Casa pustie” a fost adaptată în 1986 pentru serialul de televiziune Sherlock Holmes produs de Granada Television cu Jeremy Brett în rolul principal. Acest episod este primul al celui de-al treilea sezon. Această versiune este destul de fidelă textului original, cu excepția faptului că Morgan a încercat să-l împuște pe Holmes în Elveția în loc de a prăvăli bolovani asupra detectivului, iar Watson – și nu Holmes – deduce care este motivul pentru care Moran l-a ucis pe Ronald Adair.
Piesa de teatru radiofonic Întoarcerea lui Sherlock Holmes (2009), dramatizată de M. J. Elliott, combină povestirile Casa pustie și Ultima problemă.

## Traduceri în limba română
- „Casa pustie” - în volumul Aventurile lui Sherlock Holmes. Vol. III (Colecția Adevărul, București, 2010) - traducere de Silvia Stan
- „Casa pustie” - în volumul Aventurile lui Sherlock Holmes. Vol. III (Colecția Adevărul, București, 2011) - traducere de Silvia Stan